# Ramon Sender
Ramón Sender Barayón, (* 29. října 1934) je původem španělský hudební skladatel a spisovatel, žijící po většinu svého života v USA.
Narodil se v Madridu jako syn spisovatele Ramóna J. Sendera, zemi však s rodinou během občanské války opustil. Studoval na Národní akademii svaté Cecilie v Římě a poté na Kolumbijské univerzitě v New Yorku, Hudební konzervatoři v San Francisku a Mills College v Oaklandu. Mezi jeho učitele patřili mj. George Copeland, Darius Milhaud, Henry Cowell a Elliott Carter. Později spolu s Mortonem Subotnickem založil organizaci San Francisco Tape Music Center, sdružující skladatele pracující s magnetofonovými pásky. V roce 1966 spolu s Kenem Keseyem a Stewartem Brandem organizoval festival Trips. Sám je autorem několika knih, včetně románu Zero Weather (1980), knihy o zavraždění své matky během občanské války A Death in Zamora (1989) a sbírky esejů, povídek a dopisů A Planetary Sojourn (2008).